# Prototype (видео игра)
Deus Ex
| Производител     | Radical Entertainment                   |
| Издател          | Activision                              |
| Енджин           | Titanium                                |
| Дата на излизане | 2009                                    |
| Жанр             | екшън от трето лице                     |
| Видове игра      | Single player                           |
| Рейтинг          | BBFC: 18 ESRB: M OFLC: MA 15+ PEGI: 18+ |
| Платформа        | Windows, PlayStation 3, Xbox 360        |

Prototype е екшън игра, разработена от Radical Entertainment. Играта е пусната на пазара през юни 2009. Играта е налична за платформите Microsoft Windows, Xbox 360, и PlayStation 3.
Действието на играта се развива в Ню Йорк, където вирус заразява населението и военните се опитват да го прекратят. Главният герой на историята се нарича Алекс Мърсър, който притежава способности да променя формата си и да абсорбира враговете си. Той приема спомени, опит, биомаса и физическа форма на враговете, които абсорбира. Алекс може да промени формата си в по-специализирани форми за атака, защита или сетивност. Всичко това е с цел играчът да може да изпълнява мисиите по различни начини. Паралелно на сюжетната линия играчът има възможностда играе в режим на „пясъчник“, при който може да се движи свободно из Манхатън.